# Pentathemis membranulata
Pentathemis membranulata – gatunek ważki z rodziny szklarkowatych (Corduliidae); jedyny przedstawiciel rodzaju Pentathemis. Endemit Australii; występuje w północnej części kontynentu oraz na Wyspie Melville’a.